# Єзьоркі (Валецький повіт)
Єзьоркі (пол. Jeziorki, нім. Schulzendorf) — село в Польщі, у гміні Тучно Валецького повіту Західнопоморського воєводства.
Населення — 405 осіб (2011).
У 1975-1998 роках село належало до Пільського воєводства.

## Демографія
Демографічна структура станом на 31 березня 2011 року:
|          | Загалом | Допрацездатний вік | Працездатний вік | Постпрацездатний вік |
| -------- | ------- | ------------------ | ---------------- | -------------------- |
| Чоловіки | 201     | 40                 | 148              | 13                   |
| Жінки    | 204     | 44                 | 114              | 46                   |
| Разом    | 405     | 84                 | 262              | 59                   |